# M/S Costa Allegra
M/S Costa Allegra var ett kryssningsfartyg byggt 1969 som ägdes och drevs av Costa Cruises. Hon byggdes vid skeppsvarvet Oy Wärtsilä Ab, Åbo i Finland.

## Fartygsbrand
Under morgontimmarna den 27 februari 2012 utbröt en brand ut i generatorrummet. Branden släcktes av sprinklersystemet ombord, men lämnade fartyget strömlöst och hon drev vind för våg cirka 320 kilometer sydväst om Seychellerna.. Costa Allegra rapporterades inte ha några skador till följd av branden. . Fartyget bogserades av det franska fiskefartyget Trevignon från Compagnie française du Thon Oceanique (CFTO) med säte i Concarneau,  till Mahe i Seychellerna för reparation och evakuering av passagerarna.  Costa Allegra hade 636 passagerare inklusive 212 italienska, 31 britter, 10 ryska och åtta amerikanska passagerare och 413 besättningsmedlemmar ombord.branden inträffade sex veckor efter den partiella sänkningen av ett annat fartyg som ägs av Costa Cruises, Costa Concordia. 2012 blev fartyget upphuggen i Aliaga, Turkiet med namnet Santa Cruise.